# Wieloródka
Wieloródka w ginekologii: kobieta, która urodziła więcej niż jedno dziecko, lub ciężarna, która już co najmniej raz rodziła.

W zależności czy to pierwsza ciąża czy kolejna można zauważyć różnice:
- wieloródka zaczyna czuć ruchy płodu szybciej, już od mniej więcej 16 tygodnia w porównaniu do pierwiastki u której jest to 18-20 tydzień
- szyjka macicy u wieloródek rozwiera się szybciej
- różni się również średni czas trwania poszczególnych okresów porodu:

Pierwiastka: I okres - 9-15 h, II - 1-2 h, III - 5-30 min.
Wieloródka: I okres - 7-9 h, II 0,5-2 h, III 5-15 min.